# Teresa Jiménez-Becerril Barrio

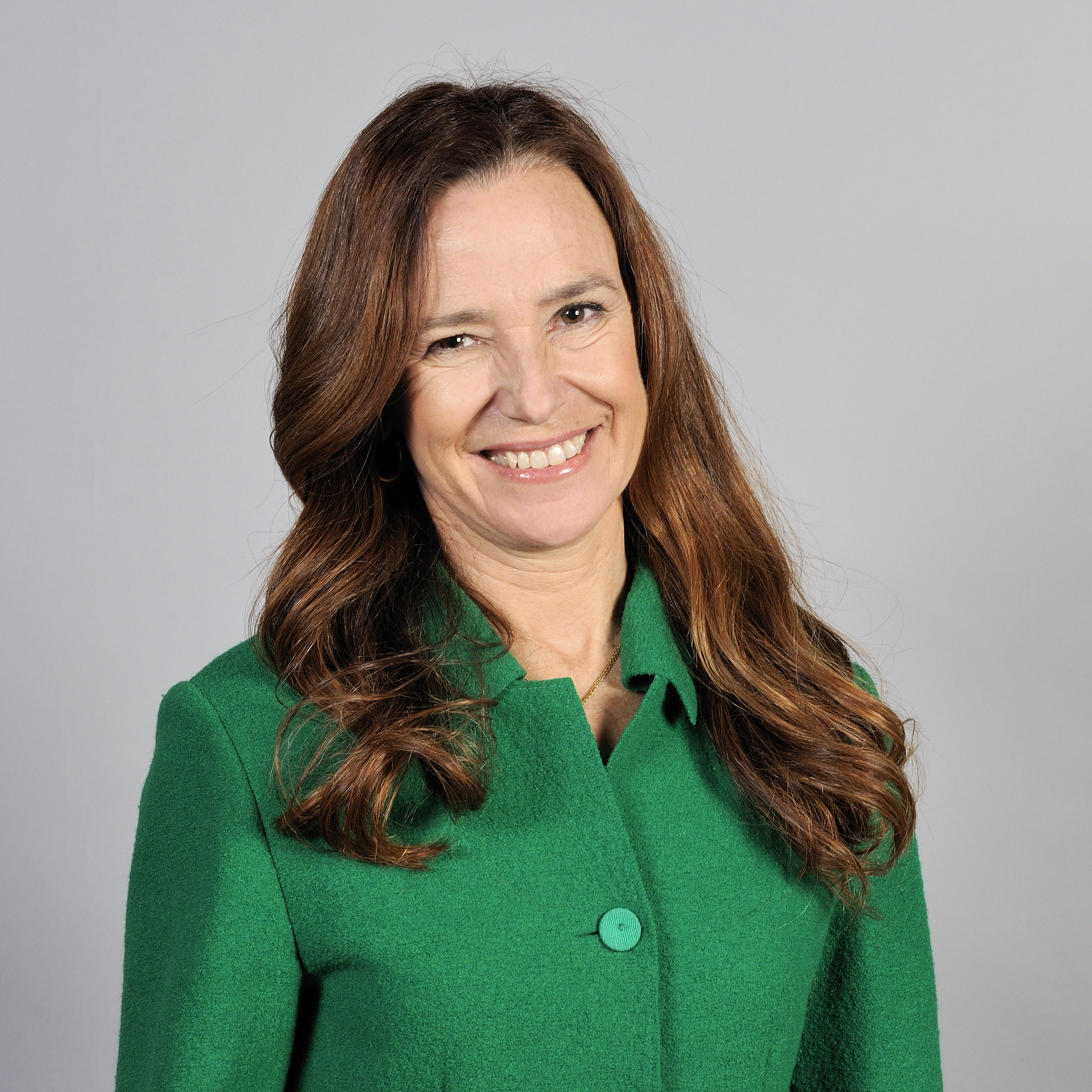
Teresa Jiménez-Becerril (2014)

Teresa Jiménez-Becerril Barrio (* 24. Juli 1961 in Sevilla) ist eine spanische Politikerin der Partido Popular.

## Leben
Barrio studierte an der Universität Complutense Madrid. Sie ist seit 2009 Abgeordnete im Europäischen Parlament.